# Przyjaciel Chłopów
Przyjaciel Chłopów – polskojęzyczny tygodnik wydawany w Szczecinie w latach 1850–1851, finansowany przez władze Królestwa Prus. 
Pierwszy numer ukazał się 8 lutego 1850, ostatni 19 numer 30 marca 1851. Nakład „Przyjaciela Chłopów” sięgał 15 tysięcy egzemplarzy (dane z września 1850). Na terenie byłego Wielkiego Księstwa Poznańskiego kolportowano go bezpłatnie za pośrednictwem landratów i komisarzy, na koszt państwa. 
Redaktorem naczelnym był spokrewniony z Radziwiłłami były urzędnik resortu oświecenia publicznego w rządzie Królestwa Kongresowego – Eugeniusz Breza (1802-1860), otrzymujący z tego tytułu miesięczną pensję w kwocie 50 talarów. Czasopismo było adresowane do polskiego chłopstwa w państwie pruskim. Jego celem było kształtowanie wizerunku pruskiego króla i państwa jako stojących po stronie prostego ludu przeciw polskiej szlachcie i księżom („Kochajcie króla jako ojca i pana waszego, bo nie obcym wam jest, ale dobrodziejem i opiekunem”). Wydawanie tygodnika finansowała rządowa instytucja pod nazwą Central-Stelle für Press-Angelegenheiten, powołana do wspierania prorządowej prasy w Królestwie Prus. 